# Lago di Poschiavo
Il lago di Poschiavo (in lombardo lagh de Pusc'ciaf, in romancio lai da Puschlev, in tedesco storico Puschlaversee) è un lago nella valle grigionese chiamata val Poschiavo.
Sulle sponde del lago sorgono i paesi di Le Prese e Miralago; i centri dei comuni Poschiavo e Brusio distano rispettivamente 5 e 3 chilometri dalle rive del lago.
Il lago si è formato in seguito al franamento postglaciale del monte Giümelin. Dal 1904 il lago è sfruttato per la produzione di energia elettrica. Gran parte dell'acqua scorre attraverso un canale al bacino di accumulo sotterraneo di monte Scala (937 m s.l.m.), da dove in condotta forzata scende ad alimentare la centrale idroelettrica di Campocologno (520 m.s.l.m.). Il volume di acqua del bacino è di circa 120 milioni di metri cubi, di cui circa 15 milioni di metri cubi sono sfruttati per produrre elettricità.